# آیلتون جونیور
آیلتون خوزه پریرا جونیور (به پرتغالی: Jose Junior Pereira Ailton) مدافع اهل برزیل است که در شهر Guariba، ایالت سائوپائولو و در تاریخ ۲۳ ژوئیهٔ ۱۹۸۷ به دنیا آمده‌است.
آیلتون خوزه پریرا جونیور در تیم‌های فوتبال سانتوس? ? سابقهٔ حضور دارد.